# Mississippi Sports Hall of Fame
Le Mississippi Sports Hall of Fame, officiellement Mississippi Sports Hall of Fame and Museum, est le temple de la renommée des athlètes de l'État du Mississippi, aux États-Unis. Situé à Jackson, il a été créé en 1961.